# Список запусков ракеты-носителя Falcon 9 (2020–2022)
С начала 2020 года по конец 2022 года Falcon 9 запускалась 117 раз. Все запуски были успешны. Первая ступень совершила 114 попыток посадки, из которых успешными были 93 на платформу, 15 на землю, а 3 неудачными. Остальные три запуска совершены в расходуемом варианте.

## Статистика запусков

### По версиям Falcon 9
- v1.0
- v1.1
- Full Thrust
- FT (повторно)
- Block 4
- B4 (повторно)
- Block 5
- B5 (повторно)

### По стартовым площадкам
- Мыс Канаверал, SLC-40
- Кеннеди, LC-39A
- Ванденберг, SLC-4E

### По результатам миссии
- Авария в полете
- Авария до запуска
- Частичный успех
- Успех

### По результатам посадки
- Неудача на воду
- Неудача на платформу
- Неудача на землю
- Неудача с парашютом
- Успех на воду
- Успех на платформу
- Успех на землю
- Не производилась

## Список запусков

### 2020—2022 годы
| №              | Дата и время (UTC) | Версия         | Стартовая площадка      | Полезная нагрузка                                       | Орбита         | Заказчик                                     | Результат      | Посадка первой ступени |
| №              | Дата и время (UTC) | Ступень        | Стартовая площадка      | Полезная нагрузка                                       | Орбита         | Заказчик                                     | Результат      | Посадка первой ступени |
| 2020 2021 2022 | 2020 2021 2022 | 2020 2021 2022 | 2020 2021 2022          | 2020 2021 2022                                          | 2020 2021 2022 | 2020 2021 2022                               | 2020 2021 2022 | 2020 2021 2022         |
| 2020 год       | 2020 год | 2020 год       | 2020 год                | 2020 год                                                | 2020 год       | 2020 год                                     | 2020 год       | 2020 год               |
| -------------- | --- | -------------- | ----------------------- | ------------------------------------------------------- | -------------- | -------------------------------------------- | -------------- | ---------------------- |
| 78             | 7 января 2020, 02:20 | FT/Block 5     | Мыс Канаверал, SLC-40   | Starlink версия 1.0 (2-й запуск)                        | НОО            | SpaceX                                       | Успех          | на платформу           |
| 78             | 7 января 2020, 02:20 | B1049-4        | Мыс Канаверал, SLC-40   | Starlink версия 1.0 (2-й запуск)                        | НОО            | SpaceX                                       | Успех          | на платформу           |
| 78             | Запуск второй партии из шестидесяти спутников связи Starlink версии 1.0 на орбиту высотой 290 км сделал компанию SpaceX спутниковым оператором с наибольшим количеством функционирующих на орбите аппаратов. Первая ступень выполнила посадку на платформу «Of Course I Still Love You». |                |                         |                                                         |                |                                              |                |                        |
| 79             | 19 января 2020, 15:30 | FT/Block 5     | КЦ Кеннеди, LC-39A      | In-Flight Abort Test (корабль Crew Dragon)              |                | NASA                                         | Успех          | не проводилась         |
| 79             | 19 января 2020, 15:30 | B1046-4        | КЦ Кеннеди, LC-39A      | In-Flight Abort Test (корабль Crew Dragon)              |                | NASA                                         | Успех          | не проводилась         |
| 79             | Успешные испытания системы аварийного спасения космического корабля Crew Dragon. Корабль отделился от ракеты-носителя через 1 минуту и 26 секунд после старта на высоте около 22 км. С помощью 10-секундного включения восьми двигателей SuperDraco корабль поднялся на высоту 42 км, затем от него отсоединился грузовой отсек, и спускаемая капсула с помощью парашютов приводнилась в Атлантике в 30-35 км от космодрома на мысе Канаверал. Как и ожидалось, ракета-носитель разрушилась в воздухе под действием сильных аэродинамических нагрузок вскоре после того как корабль отдалился на безопасное расстояние. Первая ступень ракеты использовалась в четвёртый раз, это самая первая ступень версии Block 5. Вторая ступень была заправлена топливом, но двигатель Мерлин был заменён массо-габаритным макетом. |                |                         |                                                         |                |                                              |                |                        |
| 80             | 29 января 2020, 14:06 | FT/Block 5     | Мыс Канаверал, SLC-40   | Starlink версия 1.0 (3-й запуск)                        | НОО            | SpaceX                                       | Успех          | на платформу           |
| 80             | 29 января 2020, 14:06 | B1051-3        | Мыс Канаверал, SLC-40   | Starlink версия 1.0 (3-й запуск)                        | НОО            | SpaceX                                       | Успех          | на платформу           |
| 80             | Запуск третьей партии из шестидесяти спутников связи Starlink версии 1.0 на орбиту высотой 302 км, их общее количество на орбите достигло 240. Первая ступень выполнила посадку на платформу «Of Course I Still Love You». Одна из двух створок обтекателя была поймана в надводную сеть кораблём «GO Ms. Tree». |                |                         |                                                         |                |                                              |                |                        |
| 81             | 17 февраля 2020, 15:05 | FT/Block 5     | Мыс Канаверал, SLC-40   | Starlink версия 1.0 (4-й запуск)                        | НОО            | SpaceX                                       | Успех          | на платформу Неудача   |
| 81             | 17 февраля 2020, 15:05 | B1056-4        | Мыс Канаверал, SLC-40   | Starlink версия 1.0 (4-й запуск)                        | НОО            | SpaceX                                       | Успех          | на платформу Неудача   |
| 81             | Запуск четвёртой партии из шестидесяти спутников связи Starlink версии 1.0 на эллиптическую орбиту 212 x 386 км, наклонением 53°. Из-за ошибки в прогнозе ветра первая ступень совершила «мягкую посадку» в океане рядом с платформой «Of Course I Still Love You», приняв решение не подвергать платформу риску. В SpaceX надеялись, что первая ступень приземлилась в целости и сохранности и попытались отбуксировать её к берегу, но ступень в итоге была утеряна. |                |                         |                                                         |                |                                              |                |                        |
| 82             | 7 марта 2020, 04:50 | FT/Block 5     | Мыс Канаверал, SLC-40   | SpaceX CRS-20 (корабль Dragon)                          | НОО            | NASA                                         | Успех          | на землю               |
| 82             | 7 марта 2020, 04:50 | B1059-2        | Мыс Канаверал, SLC-40   | SpaceX CRS-20 (корабль Dragon)                          | НОО            | NASA                                         | Успех          | на землю               |
| 82             | Запуск грузового корабля Dragon в рамках последней, 20-й миссии первого этапа коммерческой программы снабжения МКС. Первая ступень совершила мягкую посадку в посадочной зоне 1. Это была 50-я, юбилейная посадка первой ступени. |                |                         |                                                         |                |                                              |                |                        |
| 83             | 18 марта 2020, 12:16 | FT/Block 5     | КЦ Кеннеди, LC-39A      | Starlink версия 1.0 (5-й запуск)                        | НОО            | SpaceX                                       | Успех          | на платформу Неудача   |
| 83             | 18 марта 2020, 12:16 | B1048-5        | КЦ Кеннеди, LC-39A      | Starlink версия 1.0 (5-й запуск)                        | НОО            | SpaceX                                       | Успех          | на платформу Неудача   |
| 83             | Запуск пятой партии из шестидесяти спутников связи Starlink версии 1.0 на высоту 290 км, наклонением 53°. Запуск должен был состоятся 15 марта, но был отменен автоматикой из-за нештатных данных во время проверки мощности двигателя. Во время работы первой ступени произошло преждевременное отключение одного двигателя, но это не повлияло на вывод спутников на заданную орбиту. Посадка первой ступени на плавучую платформу Of Course I Still Love You, в 630 км от космодрома на мысе Канаверал не удалась. Обе половинки носового обтекателя, повторно использовавшиеся в этой миссии, были выловлены после приводнения. |                |                         |                                                         |                |                                              |                |                        |
| 84             | 22 апреля 2020, 19:30 | FT/Block 5     | КЦ Кеннеди, LC-39A      | Starlink версия 1.0 (6-й запуск)                        | НОО            | SpaceX                                       | Успех          | на платформу           |
| 84             | 22 апреля 2020, 19:30 | B1051-4        | КЦ Кеннеди, LC-39A      | Starlink версия 1.0 (6-й запуск)                        | НОО            | SpaceX                                       | Успех          | на платформу           |
| 84             | Запуск шестой партии из шестидесяти спутников связи Starlink версии 1.0 . Общее количество выведенных спутников группировки достигло 420. Первая ступень выполнила посадку на платформу «Of Course I Still Love You». Для полета был повторно использован головной обтекатель, вернувшийся после запуска спутника Амос-17 в августе 2019 года, створки обтекателя в сетку кораблей поддержки не ловили. |                |                         |                                                         |                |                                              |                |                        |
| 85             | 30 мая 2020, 19:22 | FT/Block 5     | КЦ Кеннеди, LC-39A      | SpaceX DM-2 (корабль Crew Dragon)                       | НОО            | NASA                                         | Успех          | на платформу           |
| 85             | 30 мая 2020, 19:22 | B1058          | КЦ Кеннеди, LC-39A      | SpaceX DM-2 (корабль Crew Dragon)                       | НОО            | NASA                                         | Успех          | на платформу           |
| 85             | Успешный старт пилотируемого корабля Crew Dragon с астронавтами Бобом Бенкеном и Дагом Хёрли на борту. Корабль выведен на запланированную орбиту. Первая ступень выполнила посадку на платформу «Of Course I Still Love You». |                |                         |                                                         |                |                                              |                |                        |
| 86             | 4 июня 2020, 01:25 | FT/Block 5     | Мыс Канаверал, SLC-40   | Starlink версия 1.0 (7-й запуск)                        | НОО            | SpaceX                                       | Успех          | на платформу           |
| 86             | 4 июня 2020, 01:25 | B1049-5        | Мыс Канаверал, SLC-40   | Starlink версия 1.0 (7-й запуск)                        | НОО            | SpaceX                                       | Успех          | на платформу           |
| 86             | Успешный запуск седьмой партии из шестидесяти спутников связи Starlink версии 1.0 на высоту 290 км, наклонением 53°. Первая ступень впервые выполнила пятую посадку на платформу «Just Read the Instructions». Общее количество выведенных на орбиту аппаратов достигло 480 штук. |                |                         |                                                         |                |                                              |                |                        |
| 87             | 13 июня 2020, 09:21 | FT/Block 5     | Мыс Канаверал, SLC-40   | Starlink версия 1.0 (8-й запуск), SkySat C16, C17, C18  | НОО            | SpaceX                                       | Успех          | на платформу           |
| 87             | 13 июня 2020, 09:21 | B1059-3        | Мыс Канаверал, SLC-40   | Starlink версия 1.0 (8-й запуск), SkySat C16, C17, C18  | НОО            | SpaceX                                       | Успех          | на платформу           |
| 87             | Запуск восьмой партии из 58 спутников связи Starlink версии 1.0 и трёх спутников SkySat компании Planet в рамках программы попутного запуска малых спутников. Первая ступень выполнила посадку на платформу «Of Course I Still Love You». Повторно использовались створки головного обтекателя, вернувшиеся после запуска спутника JCSat-18/Kacific-1 и Starlink-3. Впервые ракета-носитель Falcon 9 была запущена без проведения тестового прожига двигателей первой ступени на стартовой площадке. |                |                         |                                                         |                |                                              |                |                        |
| 88             | 30 июня 2020, 20:10 | FT/Block 5     | Мыс Канаверал, SLC-40   | GPS III-03                                              | СОО            | USSF                                         | Успех          | на платформу           |
| 88             | 30 июня 2020, 20:10 | B1060          | Мыс Канаверал, SLC-40   | GPS III-03                                              | СОО            | USSF                                         | Успех          | на платформу           |
| 88             | Успешный запуск навигационного спутника следующего поколения глобальной системы позиционирования GPS III массой 4311 кг. Первая ступень выполнила посадку на платформу «Just Read the Instructions», в 632 км от стартовой площадки в Атлантическом океане. Вторая ступень ракеты-носителя отличалась серым изоляционным покрытием бака горючего, которое защищало керосин от замерзания во время продолжительного полёта. На 90-й минуте аппарат успешно отделился от второй ступени на запланированной переходной орбите 387 × 20 168 км с наклонением 55°, откуда самостоятельно перейдет на рабочую круговую орбиту 20 200 км. Спутник взят под управление командами Космических сил США и инженеров Lockheed Martin. Имея данные по производительности ракеты и аналогичного спутника после первого запуска в 2018 году, КС США согласились изменить контрактные требования для полётного профиля, чтобы позволить первой ступени выполнить посадку, взамен компания снизила цену запуска на несколько миллионов долларов. Перигей орбиты выведения был снижен с 1200 до 400 км, а количество резервного топлива в аппарате уменьшено для снижения стартовой массы.                                                          |                |                         |                                                         |                |                                              |                |                        |
| 89             | 20 июля 2020, 21:30 | FT/Block 5     | Мыс Канаверал, SLC-40   | Anasis-2                                                | ГПО            | Вооружённые силы Республики Корея            | Успех          | на платформу           |
| 89             | 20 июля 2020, 21:30 | B1058-2        | Мыс Канаверал, SLC-40   | Anasis-2                                                | ГПО            | Вооружённые силы Республики Корея            | Успех          | на платформу           |
| 89             | Запуск военного спутника связи по контракту с Lockheed Martin для правительства Южной Кореи в рамках офсетной сделки по продаже американских истребителей F-35 в 2014 году. Первая ступень выполнила посадку на платформу «Just Read the Instructions», в 628 км от стартовой площадки в Атлантическом океане. Спутник выведен на запланированную геопереходную орбиту. Впервые обе половинки обтекателя были пойманы в надводные сети кораблями «Ms. Chief» и «Ms. Tree». |                |                         |                                                         |                |                                              |                |                        |
| 90             | 7 августа 2020, 05:12 | FT/Block 5     | КЦ Кеннеди, LC-39A      | Starlink версия 1.0 (9-й запуск), BlackSky Global 5, 6  | НОО            | SpaceX                                       | Успех          | на платформу           |
| 90             | 7 августа 2020, 05:12 | B1051-5        | КЦ Кеннеди, LC-39A      | Starlink версия 1.0 (9-й запуск), BlackSky Global 5, 6  | НОО            | SpaceX                                       | Успех          | на платформу           |
| 90             | Запуск девятой партии из 57 спутников связи Starlink версии 1.0 и двух спутников BlackSky компании Spaceflight Industries в рамках программы попутного запуска малых спутников. Первая ступень выполнила посадку на платформу «Of Course I Still Love You». Корабли SpaceX не смогли поймать половинки обтекателя. |                |                         |                                                         |                |                                              |                |                        |
| 91             | 18 августа 2020, 14:31 | FT/Block 5     | Мыс Канаверал, SLC-40   | Starlink версия 1.0 (10-й запуск), SkySat C19, C20, C21 | НОО            | SpaceX                                       | Успех          | на платформу           |
| 91             | 18 августа 2020, 14:31 | B1049-6        | Мыс Канаверал, SLC-40   | Starlink версия 1.0 (10-й запуск), SkySat C19, C20, C21 | НОО            | SpaceX                                       | Успех          | на платформу           |
| 91             | Запуск десятой партии из 58 спутников связи Starlink версии 1.0. Попутно запущены три спутника SkySat компании Planet Labs. Первая ступень выполнила посадку на платформу «Of Course I Still Love You». Впервые одна и та же первая спупень успешно приземлилась в шестой раз. Кораблю «GO Ms. Tree» удалось поймать в надводные сети одну из повторно использованных половинок обтекателя. Вторую половинку поднял из воды корабль «GO Ms. Chief». |                |                         |                                                         |                |                                              |                |                        |
| 92             | 30 августа 2020, 23:19 | FT/Block 5     | Мыс Канаверал, SLC-40   | SAOCOM-1B                                               | ССО            | CONAE                                        | Успех          | на землю               |
| 92             | 30 августа 2020, 23:19 | B1059-4        | Мыс Канаверал, SLC-40   | SAOCOM-1B                                               | ССО            | CONAE                                        | Успех          | на землю               |
| 92             | 3050-килограммовый спутник SAOCOM-1B выведен на полярную орбиту 606×623 км, 97,9° по изогнутой траектории на юг вдоль восточного побережья США с пролётом над Кубой. Второстепенной нагрузкой выведены микроспутники GNOMES-1 и Tyvak-0172. Первая ступень приземлилась на Посадочной зоне 1. Запуск был перенесён с западного побережья США, это первый запуск на полярную орбиту с восточного побережья США с 1969 года. |                |                         |                                                         |                |                                              |                |                        |
| 93             | 3 сентября 2020, 12:46 | FT/Block 5     | КЦ Кеннеди, LC-39A      | Starlink версия 1.0 (11-й запуск)                       | НОО            | SpaceX                                       | Успех          | на платформу           |
| 93             | 3 сентября 2020, 12:46 | B1060-2        | КЦ Кеннеди, LC-39A      | Starlink версия 1.0 (11-й запуск)                       | НОО            | SpaceX                                       | Успех          | на платформу           |
| 93             | Запуск одиннадцатой партии из 60 спутников (общей массой 15 600 кг) связи Starlink версии 1.0. Первая ступень выполнила посадку на платформу «Of Course I Still Love You», в 630 км от места старта. Спутники выведены на эллиптическую орбиту 201 x 291 км наклонением 53°, откуда с помощью собственных ионных двигателей поднимутся на штатную орбиту 550 км. Впервые после прибытия автономной платформы в порт складывание посадочных опор первой ступени производилось на борту, в то время как она удерживалась вертикально роботом Octagrabber. |                |                         |                                                         |                |                                              |                |                        |
| 94             | 6 октября 2020, 11:29 | FT/Block 5     | КЦ Кеннеди, LC-39A      | Starlink версия 1.0 (12-й запуск)                       | НОО            | SpaceX                                       | Успех          | на платформу           |
| 94             | 6 октября 2020, 11:29 | B1058-3        | КЦ Кеннеди, LC-39A      | Starlink версия 1.0 (12-й запуск)                       | НОО            | SpaceX                                       | Успех          | на платформу           |
| 94             | Успешный запуск двенадцатой партии из 60 спутников связи Starlink версии 1.0. Первая ступень выполнила посадку на платформу «Of Course I Still Love You». Одна из створок обтекателя, дважды использовавшаяся в предыдущих миссиях, была поймана в надводные сети корабля «Ms. Tree». |                |                         |                                                         |                |                                              |                |                        |
| 95             | 18 октября 2020, 12:25 | FT/Block 5     | КЦ Кеннеди, LC-39A      | Starlink версия 1.0 (13-й запуск)                       | НОО            | SpaceX                                       | Успех          | на платформу           |
| 95             | 18 октября 2020, 12:25 | B1051-6        | КЦ Кеннеди, LC-39A      | Starlink версия 1.0 (13-й запуск)                       | НОО            | SpaceX                                       | Успех          | на платформу           |
| 95             | Успешный запуск тринадцатой партии из 60 спутников связи Starlink версии 1.0. Первая ступень выполнила посадку на платформу «Of Course I Still Love You». Обе дважды летавшие ранее половинки обтекателя пойманы короблями «Ms. Chief» и «Ms. Tree», одна из которых порвала сеть. |                |                         |                                                         |                |                                              |                |                        |
| 96             | 24 октября 2020, 15:31 | FT/Block 5     | Мыс Канаверал, SLC-40   | Starlink версия 1.0 (14-й запуск)                       | НОО            | SpaceX                                       | Успех          | на платформу           |
| 96             | 24 октября 2020, 15:31 | B1060-3        | Мыс Канаверал, SLC-40   | Starlink версия 1.0 (14-й запуск)                       | НОО            | SpaceX                                       | Успех          | на платформу           |
| 96             | Успешный запуск четырнадцатой партии из 60 спутников связи Starlink версии 1.0. Первая ступень выполнила посадку на платформу «Just Read the Instructions». |                |                         |                                                         |                |                                              |                |                        |
| 97             | 5 ноября 2020, 23:25 | FT/Block 5     | Мыс Канаверал, SLC-40   | GPS III-04                                              | СОО            | USAF                                         | Успех          | на платформу           |
| 97             | 5 ноября 2020, 23:25 | B1062          | Мыс Канаверал, SLC-40   | GPS III-04                                              | СОО            | USAF                                         | Успех          | на платформу           |
| 97             | Успешный запуск навигационного спутника следующего поколения глобальной системы позиционирования GPS III. Запуск 3 октября был прерван за 2 секунды до старта из-за преждевременного запуска двух двигателей, причиной которого стало преждевременное открытие клапана в турбонасосном агрегате, которое в свою очередь возникло из-за попадания частиц лака используемого для маскирования при анодировании компонентов двигателя сторонним подрядчиком. Запуск состоялся 5 ноября после замены обоих проблемных двигателей. Первая ступень выполнила посадку на платформу «Of Course I Still Love You», находившуюся в 635 км от места старта. Вторая ступень ракеты-носителя отличалась серым изоляционным покрытием бака горючего, которое защищало керосин от замерзания во время продолжительного полёта. На 90-й минуте аппарат успешно отделился от второй ступени на запланированной переходной орбите 1200 × 20 000 км с наклонением 55°, откуда он используя собственные двигатели самостоятельно перейдет на круговую орбиту на высоте 20 200 км километров. |                |                         |                                                         |                |                                              |                |                        |
| 98             | 16 ноября 2020, 00:27 | FT/Block 5     | КЦ Кеннеди, LC-39A      | SpaceX Crew-1 (корабль Crew Dragon)                     | НОО            | NASA                                         | Успех          | на платформу           |
| 98             | 16 ноября 2020, 00:27 | B1061          | КЦ Кеннеди, LC-39A      | SpaceX Crew-1 (корабль Crew Dragon)                     | НОО            | NASA                                         | Успех          | на платформу           |
| 98             | Успешный старт пилотируемого корабля Crew Dragon с четырьмя астронавтами на борту. Корабль выведен на запланированную орбиту 189 × 209 км, 51,7°. Первая ступень выполнила посадку на платформу «Just Read the Instructions». |                |                         |                                                         |                |                                              |                |                        |
| 99             | 21 ноября 2020, 17:17 | FT/Block 5     | База Ванденберг, SLC-4E | Sentinel-6A (Jason-CS)                                  | НОО            | NASA / NOAA / Eumetsat                       | Успех          | на землю               |
| 99             | 21 ноября 2020, 17:17 | B1063          | База Ванденберг, SLC-4E | Sentinel-6A (Jason-CS)                                  | НОО            | NASA / NOAA / Eumetsat                       | Успех          | на землю               |
| 99             | Успешный запуск первого из двух океанографических аппаратов Sentinel-6 массой 1191 кг (включая 230 кг топлива) спроектированных и построенных консорциумом из 58 компаний под руководством Airbus Defence and Space. Аппарат продолжит миссию спутника Jason-3 по сбору данных об уровне мирового океана и температуре земной атмосферы. Первая ступень выполнила посадку на площадку Посадочной зоны 4, расположенную в 430 метрах от старта. Аппарат выведен на низкую околоземную орбиту 1329 × 1310 км наклонением 66,1° с периодом обращения 112 минут. |                |                         |                                                         |                |                                              |                |                        |
| 100            | 25 ноября 2020, 02:13 | FT/Block 5     | Мыс Канаверал, SLC-40   | Starlink версия 1.0 (15-й запуск)                       | НОО            | SpaceX                                       | Успех          | на платформу           |
| 100            | 25 ноября 2020, 02:13 | B1049-7        | Мыс Канаверал, SLC-40   | Starlink версия 1.0 (15-й запуск)                       | НОО            | SpaceX                                       | Успех          | на платформу           |
| 100            | Успешный запуск пятнадцатой партии из 60 спутников связи Starlink версии 1.0. Впервые первая ступень стартовала в седьмой раз. Створки обтекателя ракеты для этого запуска использовались повторно (одна второй, а другая — третий раз). Первая ступень выполнила посадку на платформу «Of Course I Still Love You», находящуюся в 634 км северо-восточнее места запуска. |                |                         |                                                         |                |                                              |                |                        |
| 101            | 6 декабря 2020, 16:17 | FT/Block 5     | КЦ Кеннеди, LC-39A      | SpaceX CRS-21 (корабль Dragon 2)                        | НОО            | NASA                                         | Успех          | на платформу           |
| 101            | 6 декабря 2020, 16:17 | B1058-4        | КЦ Кеннеди, LC-39A      | SpaceX CRS-21 (корабль Dragon 2)                        | НОО            | NASA                                         | Успех          | на платформу           |
| 101            | Успешный запуск грузового корабля Dragon 2 в рамках 21-й миссии коммерческой программы снабжения МКС. Первая ступень выполнила посадку на платформу «Of Course I Still Love You». Корабль доставит на станцию 2972 кг грузов. |                |                         |                                                         |                |                                              |                |                        |
| 102            | 13 декабря 2020, 17:30 | FT/Block 5     | Мыс Канаверал, SLC-40   | SXM-7                                                   | ГПО            | Sirius XM                                    | Успех          | на платформу           |
| 102            | 13 декабря 2020, 17:30 | B1051-7        | Мыс Канаверал, SLC-40   | SXM-7                                                   | ГПО            | Sirius XM                                    | Успех          | на платформу           |
| 102            | Успешный запуск на геопереходную орбиту первого из двух спутников радиовещания производства компании Maxar Technologies по контракту, заключённому между SpaceX и американской вещательной корпорацией Sirius XM. Первая ступень выполнила посадку на платформу «Just Read the Instructions». Это был второй запуск, в котором первая ступень использовалась седьмой раз. |                |                         |                                                         |                |                                              |                |                        |
| 103            | 19 декабря 2020, 14:00 | FT/Block 5     | КЦ Кеннеди, LC-39A      | NROL-108                                                |                | NRO                                          | Успех          | на землю               |
| 103            | 19 декабря 2020, 14:00 | B1059-5        | КЦ Кеннеди, LC-39A      | NROL-108                                                |                | NRO                                          | Успех          | на землю               |
| 103            | Успешный запуск засекреченного спутника радиоэлектронной разведки для Национального разведывательного управления США. Первая ступень выполнила посадку на площадку Посадочной зоны 1. Впервые с одобрения NRO использовалась уже летавшая ступень, статические огневые испытания которой перед этим запуском не проводились. |                |                         |                                                         |                |                                              |                |                        |
| 2021 год       | |                |                         |                                                         |                |                                              |                |                        |
| 104            | 8 января 2021, 02:15 | FT/Block 5     | Мыс Канаверал, SLC-40   | Türksat-5A                                              | ГПО            | Türksat                                      | Успех          | на платформу           |
| 104            | 8 января 2021, 02:15 | B1060-4        | Мыс Канаверал, SLC-40   | Türksat-5A                                              | ГПО            | Türksat                                      | Успех          | на платформу           |
| 104            | Успешный запуск первого из двух турецких геостационарных спутников связи пятого поколения производства Airbus Defence and Space. Масса аппарата 3500 кг. Аппарат выведен на суперсинхронную геопереходную орбиту с параметрами 283×55 014 км, наклонением 17,65°. Первая ступень выполнила посадку на платформу Just Read the Instructions, находящуюся в 673 км от побережья Флориды. Обе использовавшиеся половинки обтекателя ранее совершили полёты 20 и 30 июня 2020 года в миссиях GPS III-03 и Anasis-2. |                |                         |                                                         |                |                                              |                |                        |
| 105            | 20 января 2021, 13:02 | FT/Block 5     | КЦ Кеннеди, LC-39A      | Starlink версия 1.0 (16-й запуск)                       | НОО            | SpaceX                                       | Успех          | на платформу           |
| 105            | 20 января 2021, 13:02 | B1051-8        | КЦ Кеннеди, LC-39A      | Starlink версия 1.0 (16-й запуск)                       | НОО            | SpaceX                                       | Успех          | на платформу           |
| 105            | Успешный запуск шестнадцатой партии из 60 спутников связи Starlink версии 1.0. Первая ступень впервые выполнила восьмую посадку на платформу Just Read the Instructions, расположенную в 630 км от места старта. |                |                         |                                                         |                |                                              |                |                        |
| 106            | 24 января 2021, 15:00 | FT/Block 5     | Мыс Канаверал, SLC-40   | Transporter-1                                           | ССО            |                                              | Успех          | на платформу           |
| 106            | 24 января 2021, 15:00 | B1058-5        | Мыс Канаверал, SLC-40   | Transporter-1                                           | ССО            |                                              | Успех          | на платформу           |
| 106            | Выделенная миссия в рамках программы запуска малых спутников. На орбиту высотой 532 × 538 км с наклонением 97,5° выведено 133 коммерческих и государственных космических аппарата для 24 заказчиков из 11 стран. Также впервые на полярную орбиту выведены 10 спутников Starlink. Первая ступень успешно приземлилась на платформу OCISLY, находившуюся в 556 км от места старта, к северу от побережья Кубы. Корабли Go Ms. Tree и Go Ms. Chief выловили из воды обе створки обтекателя. Рекордное количество выведенных на орбиту спутников за раз (143 шт.). Предыдущий рекорд принадлежал ракете-носителю PSLV, которая в 2017 году вывела 104 космических аппарата. |                |                         |                                                         |                |                                              |                |                        |
| 107            | 4 февраля 2021, 06:19 | FT/Block 5     | Мыс Канаверал, SLC-40   | Starlink версия 1.0 (18-й запуск)                       | НОО            | SpaceX                                       | Успех          | на платформу           |
| 107            | 4 февраля 2021, 06:19 | B1060-5        | Мыс Канаверал, SLC-40   | Starlink версия 1.0 (18-й запуск)                       | НОО            | SpaceX                                       | Успех          | на платформу           |
| 107            | Запуск восемнадцатой партии спутников связи Starlink версии 1.0 состоялся раньше запуска Starlink-17, из-за серии переносов последнего в связи с неблагоприятными погодными условиями в области посадки. Первая ступень выполнила посадку на платформу OCISLY в 634 км от места запуска. С момента предыдущего запуска этой ступени прошло всего 27 дней. |                |                         |                                                         |                |                                              |                |                        |
| 108            | 16 февраля 2021, 03:59 | FT/Block 5     | Мыс Канаверал, SLC-40   | Starlink версия 1.0 (19-й запуск)                       | НОО            | SpaceX                                       | Успех          | на платформу Неудача   |
| 108            | 16 февраля 2021, 03:59 | B1059-6        | Мыс Канаверал, SLC-40   | Starlink версия 1.0 (19-й запуск)                       | НОО            | SpaceX                                       | Успех          | на платформу Неудача   |
| 108            | Успешный запуск девятнадцатой партии из 60 спутников связи Starlink версии 1.0. Первая ступень не смогла совершить запланированную посадку на платформу OCISLY, ожидавшую её в 600 километрах от места запуска. Позже стало известно, что на этапе выведения полезной нагрузки один из двигателей первой ступени автоматически отключился из-за образования отверстия в гибком защитном чехле у основания сопла, оберегающем двигатель от воздействия горячих выхлопных газов. Поскольку этот двигатель должен был участвовать в тормозных манёврах ступени при её возвращении, тяги оставшихся двигателей для успешной посадки было недостаточно. |                |                         |                                                         |                |                                              |                |                        |
| 109            | 4 марта 2021, 08:24 | FT/Block 5     | КЦ Кеннеди, LC-39A      | Starlink версия 1.0 (17-й запуск)                       | НОО            | SpaceX                                       | Успех          | на платформу           |
| 109            | 4 марта 2021, 08:24 | B1049-8        | КЦ Кеннеди, LC-39A      | Starlink версия 1.0 (17-й запуск)                       | НОО            | SpaceX                                       | Успех          | на платформу           |
| 109            | Успешный запуск семнадцатой партии из 60 спутников связи Starlink версии 1.0. Первая ступень выполнила посадку на платформу OCISLY. Одна из половинок обтекателя использоваласть уже в четвёртый раз, вторая — третий раз. |                |                         |                                                         |                |                                              |                |                        |
| 110            | 11 марта 2021, 08:13 | FT/Block 5     | Мыс Канаверал, SLC-40   | Starlink версия 1.0 (20-й запуск)                       | НОО            | SpaceX                                       | Успех          | на платформу           |
| 110            | 11 марта 2021, 08:13 | B1058-6        | Мыс Канаверал, SLC-40   | Starlink версия 1.0 (20-й запуск)                       | НОО            | SpaceX                                       | Успех          | на платформу           |
| 110            | Успешный запуск двадцатой партии из 60 спутников связи Starlink версии 1.0. Первая ступень выполнила посадку на платформу Just Read The Instructions. |                |                         |                                                         |                |                                              |                |                        |
| 111            | 14 марта 2021, 10:01 | FT/Block 5     | КЦ Кеннеди, LC-39A      | Starlink версия 1.0 (21-й запуск)                       | НОО            | SpaceX                                       | Успех          | на платформу           |
| 111            | 14 марта 2021, 10:01 | B1051-9        | КЦ Кеннеди, LC-39A      | Starlink версия 1.0 (21-й запуск)                       | НОО            | SpaceX                                       | Успех          | на платформу           |
| 111            | Успешный запуск двадцать первой партии из 60 спутников связи Starlink версии 1.0. Первая ступень впервые выполнила девятую посадку на платформу Of Course I Still Love You, расположенную в 633 км от места старта. Обе створки обтекателя использовались повторно. |                |                         |                                                         |                |                                              |                |                        |
| 112            | 24 марта 2021, 08:28 | FT/Block 5     | Мыс Канаверал, SLC-40   | Starlink версия 1.0 (22-й запуск)                       | НОО            | SpaceX                                       | Успех          | на платформу           |
| 112            | 24 марта 2021, 08:28 | B1060-6        | Мыс Канаверал, SLC-40   | Starlink версия 1.0 (22-й запуск)                       | НОО            | SpaceX                                       | Успех          | на платформу           |
| 112            | Успешный запуск двадцать второй партии из 60 спутников связи Starlink версии 1.0. Первая ступень выполнила посадку на платформу Of Course I Still Love You, расположенную в 633 км от места старта. Обе повторно использованные створки обтекателя были успешно выловлены из воды новым спасательным судном Shelia Bordelon. |                |                         |                                                         |                |                                              |                |                        |
| 113            | 7 апреля 2021, 16:34 | FT/Block 5     | Мыс Канаверал, SLC-40   | Starlink версия 1.0 (23-й запуск)                       | НОО            | SpaceX                                       | Успех          | на платформу           |
| 113            | 7 апреля 2021, 16:34 | B1058-7        | Мыс Канаверал, SLC-40   | Starlink версия 1.0 (23-й запуск)                       | НОО            | SpaceX                                       | Успех          | на платформу           |
| 113            | Успешный запуск двадцать третьей партии из 60 спутников связи Starlink версии 1.0. Первая ступень выполнила посадку на платформу Of Course I Still Love You, расположенную в 633 км от места старта. Спутники успешно выведены на низкую околоземную орбиту высотой 260 x 296 км, откуда они с помощью собственных двигателей поднимутся на рабочую орбиту высотой 550 км. |                |                         |                                                         |                |                                              |                |                        |
| 114            | 23 апреля 2021, 9:49 | FT/Block 5     | КЦ Кеннеди, LC-39A      | SpaceX Crew-2 (корабль Crew Dragon)                     | НОО            | NASA                                         | Успех          | на платформу           |
| 114            | 23 апреля 2021, 9:49 | B1061-2        | КЦ Кеннеди, LC-39A      | SpaceX Crew-2 (корабль Crew Dragon)                     | НОО            | NASA                                         | Успех          | на платформу           |
| 114            | Успешный запуск пилотируемого космического корабля Endeavour (Crew Dragon C206) к Международной космической станции с четырьмя астронавтами на борту. Корабль успешно выведен на околоземную орбиту. Первая ступень выполнила посадку на платформу OCISLY, находившуюся в акватории Атлантического океана. Впервые ранее летавшие корабль Crew Dragon и 1-я ступень Falcon 9 использовались для запуска пилотируемой миссии. |                |                         |                                                         |                |                                              |                |                        |
| 115            | 29 апреля 2021, 03:44 | FT/Block 5     | Мыс Канаверал, SLC-40   | Starlink версия 1.0 (24-й запуск)                       | НОО            | SpaceX                                       | Успех          | на платформу           |
| 115            | 29 апреля 2021, 03:44 | B1060-7        | Мыс Канаверал, SLC-40   | Starlink версия 1.0 (24-й запуск)                       | НОО            | SpaceX                                       | Успех          | на платформу           |
| 115            | Успешный запуск двадцать четвёртой партии из 60 спутников связи Starlink версии 1.0. Первая ступень выполнила посадку на платформу JRTI, расположенную в 600 км от места старта. Спутники успешно выведены на низкую околоземную орбиту высотой 250 x 280 км. |                |                         |                                                         |                |                                              |                |                        |
| 116            | 4 мая 2021, 19:01 | FT/Block 5     | КЦ Кеннеди, LC-39A      | Starlink версия 1.0 (25-й запуск)                       | НОО            | SpaceX                                       | Успех          | на платформу           |
| 116            | 4 мая 2021, 19:01 | B1049-9        | КЦ Кеннеди, LC-39A      | Starlink версия 1.0 (25-й запуск)                       | НОО            | SpaceX                                       | Успех          | на платформу           |
| 116            | Успешный запуск двадцать пятой партии из 60 спутников связи Starlink версии 1.0. Первая ступень выполнила посадку на платформу OCISLY, расположенную в 633 км от места старта. |                |                         |                                                         |                |                                              |                |                        |
| 117            | 9 мая 2021, 06:42 | FT/Block 5     | Мыс Канаверал, SLC-40   | Starlink версия 1.0 (27-й запуск)                       | НОО            | SpaceX                                       | Успех          | на платформу           |
| 117            | 9 мая 2021, 06:42 | B1051-10       | Мыс Канаверал, SLC-40   | Starlink версия 1.0 (27-й запуск)                       | НОО            | SpaceX                                       | Успех          | на платформу           |
| 117            | Успешный запуск 60 спутников связи Starlink версии 1.0. Первая ступень выполнила свою 10-ю посадку на платформу JRTI, расположенную в 613 км от места старта. Обе створки обтекателя также совершили повторный полёт. |                |                         |                                                         |                |                                              |                |                        |
| 118            | 15 мая 2021, 22:54 | FT/Block 5     | КЦ Кеннеди, LC-39A      | Starlink версия 1.0 (26-й запуск)                       | НОО            | SpaceX, Capella Space, Tyvak                 | Успех          | на платформу           |
| 118            | 15 мая 2021, 22:54 | B1058-8        | КЦ Кеннеди, LC-39A      | Starlink версия 1.0 (26-й запуск)                       | НОО            | SpaceX, Capella Space, Tyvak                 | Успех          | на платформу           |
| 118            | Запуск 52 спутников связи Starlink версии 1.0, спутника с радаром синтезированной апертуры Capella-6 и спутника Tyvak-0130. |                |                         |                                                         |                |                                              |                |                        |
| 119            | 26 мая 2021, 18:59 | FT/Block 5     | Мыс Канаверал, SLC-40   | Starlink версия 1.0 (28-й запуск)                       | НОО            | SpaceX                                       | Успех          | на платформу           |
| 119            | 26 мая 2021, 18:59 | B1063-2        | Мыс Канаверал, SLC-40   | Starlink версия 1.0 (28-й запуск)                       | НОО            | SpaceX                                       | Успех          | на платформу           |
| 119            | Запуск 60 спутников связи Starlink версии 1.0. Первая ступень выполнила посадку на платформу JRTI, 631 км от места старта. Створки обтекателя использовались в 5-й и 3-й раз. Этот запуск завершил развёртывание первой орбитальной «оболочки» сети. Планируется, что группировка Starlink будет состоять из пяти таких «оболочек». |                |                         |                                                         |                |                                              |                |                        |
| 120            | 3 июня 2021, 17:29 | FT/Block 5     | КЦ Кеннеди, LC-39A      | SpaceX CRS-22 (корабль Dragon 2)                        | НОО            | NASA                                         | Успех          | на платформу           |
| 120            | 3 июня 2021, 17:29 | B1067          | КЦ Кеннеди, LC-39A      | SpaceX CRS-22 (корабль Dragon 2)                        | НОО            | NASA                                         | Успех          | на платформу           |
| 120            | Успешный запуск грузового корабля Dragon 2 в рамках 22-й миссии по коммерческой программе снабжения МКС. Первая ступень выполнила посадку на платформу OCISLY, 303 км от места старта. |                |                         |                                                         |                |                                              |                |                        |
| 121            | 6 июня 2021, 04:26 | FT/Block 5     | Мыс Канаверал, SLC-40   | SXM-8                                                   | ГПО            | Sirius XM                                    | Успех          | на платформу           |
| 121            | 6 июня 2021, 04:26 | B1061-3        | Мыс Канаверал, SLC-40   | SXM-8                                                   | ГПО            | Sirius XM                                    | Успех          | на платформу           |
| 121            | Успешный запуск второго из двух спутников радиовещания производства компании Maxar Technologies по контракту, заключённому между SpaceX и американской вещательной корпорацией Sirius XM. Масса спутника около 7 тонн. Аппарат выведен на субсинхронную геопереходную орбиту с параметрами 235 × 19 379 км, наклонением 26,49°. Первая ступень выполнила посадку на платформу JRTI. |                |                         |                                                         |                |                                              |                |                        |
| 122            | 17 июня 2021, 16:09 | FT/Block 5     | Мыс Канаверал, SLC-40   | GPS III-05                                              | СОО            | USAF                                         | Успех          | на платформу           |
| 122            | 17 июня 2021, 16:09 | B1062-2        | Мыс Канаверал, SLC-40   | GPS III-05                                              | СОО            | USAF                                         | Успех          | на платформу           |
| 122            | Успешный запуск пятого из десяти навигационных спутников третьего поколения системы GPS, разработанных и произведённых компанией Lockheed Martin по контракту для Космических сил США. Спутник массой около 4331 кг выведен на переходную орбиту 401 × 20 183 км, откуда он самостоятельно перейдёт на среднюю околоземную орбиту высотой 20 200 км. Первая ступень выполнила посадку на платформу JRTI, находящуюся в 642 км от места старта. Это был первый случай повторного использования первой ступени в миссиях национальной безопасности. Ранее эта ступень использовалась для запуска четвёртого спутника GPS в ноябре 2020 года. |                |                         |                                                         |                |                                              |                |                        |
| 123            | 30 июня 2021, 19:31 | FT/Block 5     | Мыс Канаверал, SLC-40   | Transporter-2                                           | ССО            | Spaceflight Inc., Exolaunch, D-Orbit         | Успех          | на землю               |
| 123            | 30 июня 2021, 19:31 | B1060-8        | Мыс Канаверал, SLC-40   | Transporter-2                                           | ССО            | Spaceflight Inc., Exolaunch, D-Orbit         | Успех          | на землю               |
| 123            | Вторая выделенная миссия в рамках программы запуска малых спутников. Успешный запуск трёх спутников Starlink версии 1.0 и 85 спутников различных компаний, включая орбитальные транспортные средства от трёх крупнейших интеграторов: американской Spaceflight, немецкой Exolaunch и итальянской D-Orbit. Первая ступень выполнила посадку на Посадочную зону 1. Спутники выведены на солнечно-синхронную орбиту высотой примерно 525 км. |                |                         |                                                         |                |                                              |                |                        |
| 124            | 29 августа 2021, 07:14 | FT/Block 5     | КЦ Кеннеди, LC-39A      | SpaceX CRS-23 (корабль Dragon 2)                        | НОО            | NASA                                         | Успех          | на платформу           |
| 124            | 29 августа 2021, 07:14 | B1061-4        | КЦ Кеннеди, LC-39A      | SpaceX CRS-23 (корабль Dragon 2)                        | НОО            | NASA                                         | Успех          | на платформу           |
| 124            | Успешный запуск грузового корабля Dragon 2 в рамках 23-й миссии по коммерческой программе снабжения МКС. Первая ступень впервые выполнила посадку на новую плавучую платформу «A Shortfall Of Gravitas». Это было первое повторное использование грузового варианта Dragon V2 C208 и девяностая успешная посадка первой ступени. |                |                         |                                                         |                |                                              |                |                        |
| 125            | 14 сентября 2021, 3:55 | FT/Block 5     | База Ванденберг, SLC-4E | Starlink 2-1                                            | НОО            | SpaceX                                       | Успех          | на платформу           |
| 125            | 14 сентября 2021, 3:55 | B1049-10       | База Ванденберг, SLC-4E | Starlink 2-1                                            | НОО            | SpaceX                                       | Успех          | на платформу           |
| 125            | Успешный запуск 51 спутника связи Starlink версии 1.5 на орбиту 261 × 278 км с наклонием 70°. Первая ступень выполнила десятую посадку на платформу OCISLY. |                |                         |                                                         |                |                                              |                |                        |
| 126            | 16 сентября 2021, 00:02 | FT/Block 5     | КЦ Кеннеди, LC-39A      | Inspiration4 (корабль Crew Dragon)                      | НОО            | Джаред Айзекман                              | Успех          | на платформу           |
| 126            | 16 сентября 2021, 00:02 | B1062-3        | КЦ Кеннеди, LC-39A      | Inspiration4 (корабль Crew Dragon)                      | НОО            | Джаред Айзекман                              | Успех          | на платформу           |
| 126            | Успешный запуск первой полностью частной орбитальной миссии пилотируемого корабля Crew Dragon C207 Resilience с четырьмя астронавтами на борту: командиром экипажа Джаредом Айзекманом, пилотом Шан Проктор и специалистами полёта Хейли Арсено и Кристофером Семброски. Корабль успешно выведен на переходную орбиту высотой примерно 200 км, откуда он, совершив два манёвра, перешёл на НОО 570 x 579 км с наклонием 51,64°. Использовавшаяся в третий раз первая ступень совершила успешную посадку на морскую платформу JRTI, находившуюся в акватории Атлантического океана. |                |                         |                                                         |                |                                              |                |                        |
| 127            | 11 ноября 2021, 2:03 | FT/Block 5     | КЦ Кеннеди, LC-39A      | SpaceX Crew-3 (корабль Crew Dragon)                     | НОО            | NASA                                         | Успех          | на платформу           |
| 127            | 11 ноября 2021, 2:03 | B1067-2        | КЦ Кеннеди, LC-39A      | SpaceX Crew-3 (корабль Crew Dragon)                     | НОО            | NASA                                         | Успех          | на платформу           |
| 127            | Успешный запуск пилотируемого космического корабля Endurance (Crew Dragon C210) к Международной космической станции с четырьмя астронавтами на борту. Первая ступень совершила успешную посадку на морскую платформу ASOG, находившуюся в Атлантическом океане. |                |                         |                                                         |                |                                              |                |                        |
| 128            | 13 ноября 2021, 12:19 | FT/Block 5     | Мыс Канаверал, SLC-40   | Starlink 4-1                                            | НОО            | SpaceX                                       | Успех          | на платформу           |
| 128            | 13 ноября 2021, 12:19 | B1058-9        | Мыс Канаверал, SLC-40   | Starlink 4-1                                            | НОО            | SpaceX                                       | Успех          | на платформу           |
| 128            | Успешный запуск 53 спутников связи Starlink версии 1.5 на орбиту с наклонием 53,2°. Первая ступень совершила успешную посадку на морскую платформу JRTI. |                |                         |                                                         |                |                                              |                |                        |
| 129            | 24 ноября 2021, 06:20 | FT/Block 5     | База Ванденберг, SLC-4E | DART                                                    | ГПО            | NASA                                         | Успех          | на платформу           |
| 129            | 24 ноября 2021, 06:20 | B1063-3        | База Ванденберг, SLC-4E | DART                                                    | ГПО            | NASA                                         | Успех          | на платформу           |
| 129            | Успешный запуск миссии DART (Double Asteroid Redirection Test), призванной продемонстрировать возможность изменения орбиты астероида путём столкновения с ним космического аппарата на высокой скорости. В качестве объекта демонстрации выбран небольшой спутник околоземного астероида Дидим, столкновение произойдёт в 11 млн км от Земли. Первая ступень совершила успешную посадку на морскую платформу OCISLY. |                |                         |                                                         |                |                                              |                |                        |
| 130            | 02 декабря 2021, 23:12 | FT/Block 5     | Мыс Канаверал, SLC-40   | Starlink 4-3                                            | НОО            | SpaceX                                       | Успех          | на платформу           |
| 130            | 02 декабря 2021, 23:12 | B1060-9        | Мыс Канаверал, SLC-40   | Starlink 4-3                                            | НОО            | SpaceX                                       | Успех          | на платформу           |
| 130            | Успешный запуск 48 спутников связи Starlink версии 1.5 на орбиту с наклонием 53,2° и двух спутников BlackSky. Первая ступень совершила успешную посадку на морскую платформу ASOG в 639 км от места старта. |                |                         |                                                         |                |                                              |                |                        |
| 131            | 9 декабря 2021, 06:00 | FT/Block 5     | КЦ Кеннеди, LC-39A      | IXPE                                                    | НОО            | NASA                                         | Успех          | на платформу           |
| 131            | 9 декабря 2021, 06:00 | B1061-5        | КЦ Кеннеди, LC-39A      | IXPE                                                    | НОО            | NASA                                         | Успех          | на платформу           |
| 131            | Успешный запуск обсерватории IXPE (Imaging X-ray Polarimetry Explorer), предназначенной для изучения изменений поляризации рентгеновских лучей в сверхмассивных чёрных дырах, нейтронных звёздах, остатках сверхновых, квазарах и туманностях. Первая ступень совершила успешную посадку на морскую платформу JRTI, находившуюся в акватории Атлантического океана. Аппарат массой 325 кг успешно отделился от второй ступени и развернул свои солнечные батареи на экваториальной орбите 588 x 603 км с наклонием 0,2°. |                |                         |                                                         |                |                                              |                |                        |
| 132            | 18 декабря 2021, 12:41 | FT/Block 5     | База Ванденберг, SLC-4E | Starlink 4-4                                            | НОО            | SpaceX                                       | Успех          | на платформу           |
| 132            | 18 декабря 2021, 12:41 | B1051-11       | База Ванденберг, SLC-4E | Starlink 4-4                                            | НОО            | SpaceX                                       | Успех          | на платформу           |
| 132            | Успешный запуск 52 спутников связи Starlink версии 1.5 на орбиту с наклонием 53,2°. Первая ступень впервые совершила одиннадцатую успешную посадку на морскую платформу OCISLY, находившуюся в 638 км от места старта. |                |                         |                                                         |                |                                              |                |                        |
| 133            | 19 декабря 2021, 03:58 | FT/Block 5     | Мыс Канаверал, SLC-40   | Türksat-5B                                              | ГПО            | Türksat                                      | Успех          | на платформу           |
| 133            | 19 декабря 2021, 03:58 | B1067-3        | Мыс Канаверал, SLC-40   | Türksat-5B                                              | ГПО            | Türksat                                      | Успех          | на платформу           |
| 133            | Успешный запуск второго из двух турецких геостационарных спутников связи пятого поколения производства Airbus Defence and Space. Масса аппарата 4500 кг. Первая ступень совершила успешную посадку на морскую платформу ASOG в 661 км от места старта. |                |                         |                                                         |                |                                              |                |                        |
| 134            | 21 декабря 2021, 10:06 | FT/Block 5     | КЦ Кеннеди, LC-39A      | SpaceX CRS-24 (корабль Dragon 2)                        | НОО            | NASA                                         | Успех          | на платформу           |
| 134            | 21 декабря 2021, 10:06 | B1069-1        | КЦ Кеннеди, LC-39A      | SpaceX CRS-24 (корабль Dragon 2)                        | НОО            | NASA                                         | Успех          | на платформу           |
| 134            | Успешный запуск грузового корабля Dragon 2 в рамках 24-й миссии коммерческой программы снабжения МКС. Первая ступень совершила успешную посадку на морскую платформу JRTI в 629 км от места старта. Это была сотая успешная посадка ускорителя. |                |                         |                                                         |                |                                              |                |                        |
| 2022 год       | |                |                         |                                                         |                |                                              |                |                        |
| 135            | 6 января 2022, 21:49 | FT/Block 5     | КЦ Кеннеди, LC-39A      | Starlink 4-5                                            | НОО            | SpaceX                                       | Успех          | на платформу           |
| 135            | 6 января 2022, 21:49 | B1062-4        | КЦ Кеннеди, LC-39A      | Starlink 4-5                                            | НОО            | SpaceX                                       | Успех          | на платформу           |
| 135            | Успешный запуск 49 спутников связи Starlink версии 1.5 на орбиту с наклонением 53,2°. Первая ступень совершила успешную посадку на морскую платформу ASOG. |                |                         |                                                         |                |                                              |                |                        |
| 136            | 13 января 2022, 15:25 | FT/Block 5     | Мыс Канаверал, SLC-40   | Transporter-3                                           | НОО            | SpaceX                                       | Успех          | на землю               |
| 136            | 13 января 2022, 15:25 | B1058-10       | Мыс Канаверал, SLC-40   | Transporter-3                                           | НОО            | SpaceX                                       | Успех          | на землю               |
| 136            | Успешный запуск 105 космических аппаратов различного назначения в рамках программы запуска малых спутников Transporter-3. Первая ступень совершила мягкую посадку на мысе Канаверал, в посадочной зоне LZ-1. |                |                         |                                                         |                |                                              |                |                        |
| 137            | 19 января 2022, 02:02 | FT/Block 5     | КЦ Кеннеди, LC-39A      | Starlink 4-6                                            | НОО            | SpaceX                                       | Успех          | на платформу           |
| 137            | 19 января 2022, 02:02 | B1060-10       | КЦ Кеннеди, LC-39A      | Starlink 4-6                                            | НОО            | SpaceX                                       | Успех          | на платформу           |
| 137            | Успешный запуск 49 спутников связи Starlink версии 1.5 на орбиту с наклонением 53,2°. Первая ступень совершила посадку на морскую платформу ASOG, находившуюся в 637 км от места старта в акватории Атлантического океана. |                |                         |                                                         |                |                                              |                |                        |
| 138            | 31 января 2022, 23:11 | FT/Block 5     | Мыс Канаверал, SLC-40   | CSG-2                                                   | ССО            | ИКА                                          | Успех          | на землю               |
| 138            | 31 января 2022, 23:11 | B1052-3        | Мыс Канаверал, SLC-40   | CSG-2                                                   | ССО            | ИКА                                          | Успех          | на землю               |
| 138            | Успешный запуск второго из четырёх итальянских разведывательных спутников двойного назначения COSMO-SkyMed, оборудованных радиолокатором X-диапазона с синтезированной апертурой. Спутник массой 2230 килограммов производства Thales Alenia Space выведен на заданную орбиту. Первая ступень совершила успешную посадку на площадке Посадочной зоны 1. Запуск осуществлён по программе MUSIS в интересах Итальянского космического агентства и Министерства обороны Италии. Впервые для запуска миссии был использован переоборудованный ускоритель Falcon Heavy, который ранее использовался для двух запусков и дважды приземлялся на площадке Посадочной зоны 1 |                |                         |                                                         |                |                                              |                |                        |
| 139            | 2 февраля 2022, 20:27 | FT/Block 5     | База Ванденберг, SLC-4E | NROL-87                                                 | ССО            | NRO                                          | Успех          | на землю               |
| 139            | 2 февраля 2022, 20:27 | B1071          | База Ванденберг, SLC-4E | NROL-87                                                 | ССО            | NRO                                          | Успех          | на землю               |
| 139            | Успешный запуск засекреченного спутника для Национального разведывательного управления США. Первая ступень совершила успешную посадку на площадке Посадочной зоны 4. |                |                         |                                                         |                |                                              |                |                        |
| 140            | 3 февраля 2022, 18:13 | FT/Block 5     | КЦ Кеннеди, LC-39A      | Starlink 4-7                                            | НОО            | SpaceX                                       | Успех          | на платформу           |
| 140            | 3 февраля 2022, 18:13 | B1061-6        | КЦ Кеннеди, LC-39A      | Starlink 4-7                                            | НОО            | SpaceX                                       | Успех          | на платформу           |
| 140            | Успешный запуск 49 спутников связи Starlink версии 1.5 на орбиту с наклонением 53,2°. Первая ступень совершила посадку на морскую платформу ASOG, находившуюся в 640 км от места старта в акватории Атлантического океана. Впервые одна из половинок носового обтекателя использовалась в шестой раз. |                |                         |                                                         |                |                                              |                |                        |
| 141            | 21 февраль 2022, 14:44 | FT/Block 5     | Мыс Канаверал, SLC-40   | Starlink 4-8                                            | НОО            | SpaceX                                       | Успех          | на платформу           |
| 141            | 21 февраль 2022, 14:44 | B1058-11       | Мыс Канаверал, SLC-40   | Starlink 4-8                                            | НОО            | SpaceX                                       | Успех          | на платформу           |
| 141            | Запуск 46 спутников связи Starlink версии 1.5 на орбиту с наклонением 53,2°. |                |                         |                                                         |                |                                              |                |                        |
| 142            | 25 февраль 2022, 17:12 | FT/Block 5     | База Ванденберг, SLC-4E | Starlink 4-11                                           | НОО            | SpaceX                                       | Успех          | на платформу           |
| 142            | 25 февраль 2022, 17:12 | B1063-4        | База Ванденберг, SLC-4E | Starlink 4-11                                           | НОО            | SpaceX                                       | Успех          | на платформу           |
| 142            | Запуск 50 спутников связи Starlink версии 1.5 на орбиту с наклонением 53,2°. |                |                         |                                                         |                |                                              |                |                        |
| 143            | 3 марта 2022, 14:25 | FT/Block 5     | КЦ Кеннеди, LC-39A      | Starlink 4-9                                            | НОО            | SpaceX                                       | Успех          | на платформу           |
| 143            | 3 марта 2022, 14:25 | B1060-11       | КЦ Кеннеди, LC-39A      | Starlink 4-9                                            | НОО            | SpaceX                                       | Успех          | на платформу           |
| 143            | Запуск 47 спутников связи Starlink версии 1.5 на орбиту с наклонением 53,2°. |                |                         |                                                         |                |                                              |                |                        |
| 144            | 9 марта 2022, 13:45 | FT/Block 5     | Мыс Канаверал, SLC-40   | Starlink 4-10                                           | НОО            | SpaceX                                       | Успех          | на платформу           |
| 144            | 9 марта 2022, 13:45 | B1052-4        | Мыс Канаверал, SLC-40   | Starlink 4-10                                           | НОО            | SpaceX                                       | Успех          | на платформу           |
| 144            | Запуск 48 спутников связи Starlink версии 1.5 на орбиту с наклонением 53,2°. |                |                         |                                                         |                |                                              |                |                        |
| 145            | 19 марта 2022, 04:42 | FT/Block 5     | Мыс Канаверал, SLC-40   | Starlink 4-12                                           | НОО            | SpaceX                                       | Успех          | на платформу           |
| 145            | 19 марта 2022, 04:42 | B1051-12       | Мыс Канаверал, SLC-40   | Starlink 4-12                                           | НОО            | SpaceX                                       | Успех          | на платформу           |
| 145            | Успешный запуск 53 спутников связи Starlink версии 1.5 на низкую околоземную орбиту с наклонением 53,2°. Первая ступень в 12-й раз совершила успешную посадку на морскую платформу JRTI, находившуюся в 640 км от места запуска в акватории Атлантического океана. |                |                         |                                                         |                |                                              |                |                        |
| 146            | 1 апреля 2022, 16:24 | FT/Block 5     | Мыс Канаверал, SLC-40   | Transporter-4                                           | ССО            | SpaceX                                       | Успех          | на платформу           |
| 146            | 1 апреля 2022, 16:24 | B1061-7        | Мыс Канаверал, SLC-40   | Transporter-4                                           | ССО            | SpaceX                                       | Успех          | на платформу           |
| 146            | Успешный запуск 40 космических аппаратов на солнечно-синхронные орбиты 640 x 655 км и 490 x 510 км в рамках четвёртой выделенной миссии по программе запуска малых спутников для коммерческих и государственных заказчиков. Первая ступень совершила успешную посадку на морскую платформу JRTI, находившуюся в 532 км от места запуска в акватории Атлантического океана. |                |                         |                                                         |                |                                              |                |                        |
| 147            | 8 апреля 2022, 15:17 | FT/Block 5     | КЦ Кеннеди, LC-39A      | SpaceX AX-1 (корабль Crew Dragon)                       | НОО            | Axiom Space                                  | Успех          | на платформу           |
| 147            | 8 апреля 2022, 15:17 | B1062-5        | КЦ Кеннеди, LC-39A      | SpaceX AX-1 (корабль Crew Dragon)                       | НОО            | Axiom Space                                  | Успех          | на платформу           |
| 147            | Успешный запуск пилотируемого космического корабля Crew Dragon Endeavour к МКС с первым полностью частным экипажем в составе бывшего астронавта NASA Майкла Лопеса-Алегриа в качестве командира миссии, пилота корабля, американского предпринимателя Ларри Коннора в качестве второго пилота, канадского предпринимателя Марка Пати и израильского предпринимателя Эйтана Стиббе. Первая ступень совершила успешную посадку на морскую платформу ASOG, находившуюся в акватории Атлантического океана. Экипаж провёл на станции 15 дней. |                |                         |                                                         |                |                                              |                |                        |
| 148            | 17 апреля 2022, 13:13 | FT/Block 5     | База Ванденберг, SLC-4E | NROL-85                                                 | НОО            | NRO                                          | Успех          | на землю               |
| 148            | 17 апреля 2022, 13:13 | B1071-2        | База Ванденберг, SLC-4E | NROL-85                                                 | НОО            | NRO                                          | Успех          | на землю               |
| 148            | Успешный запуск двух спутников спутниках оптического наблюдения для Национального разведывательного управления США. Первая ступень совершила успешную посадку на площадке Посадочной зоны 4. |                |                         |                                                         |                |                                              |                |                        |
| 149            | 21 апреля 2022, 17:51 | FT/Block 5     | Мыс Канаверал, SLC-40   | Starlink 4-14                                           | НОО            | SpaceX                                       | Успех          | на платформу           |
| 149            | 21 апреля 2022, 17:51 | B1060-12       | Мыс Канаверал, SLC-40   | Starlink 4-14                                           | НОО            | SpaceX                                       | Успех          | на платформу           |
| 149            | Успешный запуск 53 спутников связи Starlink версии 1.5 на орбиту с наклонением 53,2°. Первая ступень совершила успешную посадку на морскую платформу ASOG, находившуюся в 630 км от места запуска в акватории Атлантического океана. |                |                         |                                                         |                |                                              |                |                        |
| 150            | 27 апреля 2022, 07:52 | FT/Block 5     | КЦ Кеннеди, LC-39A      | SpaceX Crew-4 (корабль Crew Dragon)                     | НОО            | NASA                                         | Успех          | на платформу           |
| 150            | 27 апреля 2022, 07:52 | B1067-4        | КЦ Кеннеди, LC-39A      | SpaceX Crew-4 (корабль Crew Dragon)                     | НОО            | NASA                                         | Успех          | на платформу           |
| 150            | Успешный запуск пилотируемого космического корабля Crew Dragon Freedom к Международной космической станции с четырьмя астронавтами на борту. Первая ступень совершила успешную посадку на морскую платформу ASOG. |                |                         |                                                         |                |                                              |                |                        |
| 151            | 30 апрель 2022, 21:27 | FT/Block 5     | Мыс Канаверал, SLC-40   | Starlink 4-16                                           | НОО            | SpaceX                                       | Успех          | на платформу           |
| 151            | 30 апрель 2022, 21:27 | B1062-6        | Мыс Канаверал, SLC-40   | Starlink 4-16                                           | НОО            | SpaceX                                       | Успех          | на платформу           |
| 151            | Успешный запуск 53-х спутников связи Starlink версии 1.5 на орбиту с наклонением 53,2°. Первая ступень совершила успешную посадку на морскую платформу JRTI. |                |                         |                                                         |                |                                              |                |                        |
| 152            | 6 мая 2022, 09:42 | FT/Block 5     | КЦ Кеннеди, LC-39A      | Starlink 4-17                                           | НОО            | SpaceX                                       | Успех          | на платформу           |
| 152            | 6 мая 2022, 09:42 | B1058-12       | КЦ Кеннеди, LC-39A      | Starlink 4-17                                           | НОО            | SpaceX                                       | Успех          | на платформу           |
| 152            | Успешный запуск 53-х спутников связи Starlink версии 1.5 на орбиту с наклонением 53,2°. Первая ступень совершила успешную посадку на морскую платформу ASOG, находившуюся в 643 км от места запуска в акватории Атлантического океана. |                |                         |                                                         |                |                                              |                |                        |
| 153            | 13 мая 2022, 22:07 | FT/Block 5     | База Ванденберг, SLC-4E | Starlink 4-13                                           | НОО            | SpaceX                                       | Успех          | на платформу           |
| 153            | 13 мая 2022, 22:07 | B1063-5        | База Ванденберг, SLC-4E | Starlink 4-13                                           | НОО            | SpaceX                                       | Успех          | на платформу           |
| 153            | Успешный запуск 53-х спутников связи Starlink версии 1.5 на орбиту с наклонением 53,2°. Первая ступень совершила успешную посадку на морскую платформу OCISLY, находившуюся в акватории Тихого океана. |                |                         |                                                         |                |                                              |                |                        |
| 154            | 14 мая 2022, 20:40 | FT/Block 5     | Мыс Канаверал, SLC-40   | Starlink 4-15                                           | НОО            | SpaceX                                       | Успех          | на платформу           |
| 154            | 14 мая 2022, 20:40 | B1073          | Мыс Канаверал, SLC-40   | Starlink 4-15                                           | НОО            | SpaceX                                       | Успех          | на платформу           |
| 154            | Успешный запуск 53-х спутников связи Starlink версии 1.5 на орбиту с наклонением 53,2°. Первая ступень совершила успешную посадку на морскую платформу JRTI. |                |                         |                                                         |                |                                              |                |                        |
| 155            | 18 мая 2022, 10:59 | FT/Block 5     | КЦ Кеннеди, LC-39A      | Starlink 4-18                                           | НОО            | SpaceX                                       | Успех          | на платформу           |
| 155            | 18 мая 2022, 10:59 | B1052-5        | КЦ Кеннеди, LC-39A      | Starlink 4-18                                           | НОО            | SpaceX                                       | Успех          | на платформу           |
| 155            | Успешный запуск спутников 53-х связи Starlink версии 1.5 на орбиту с наклонением 53,2°. Первая ступень совершила успешную посадку на морскую платформу ASOG, находившуюся в 636 км от места старта в акватории Атлантического океана. |                |                         |                                                         |                |                                              |                |                        |
| 156            | 25 мая 2022, 18:35 | FT/Block 5     | Мыс Канаверал, SLC-40   | Transporter-5                                           | ССО            | SpaceX                                       | Успех          | на землю               |
| 156            | 25 мая 2022, 18:35 | B1061-8        | Мыс Канаверал, SLC-40   | Transporter-5                                           | ССО            | SpaceX                                       | Успех          | на землю               |
| 156            | Успешный запуск 54-х космических аппаратов по программе запуска малых спутников для коммерческих и государственных заказчиков. Первая ступень совершила успешную посадку на площадке Посадочной зоны 1. |                |                         |                                                         |                |                                              |                |                        |
| 157            | 8 июня 2022, 21:04 | FT/Block 5     | Мыс Канаверал, SLC-40   | Nilesat-301                                             | ГПО            | NileSat                                      | Успех          | на платформу           |
| 157            | 8 июня 2022, 21:04 | B1062-7        | Мыс Канаверал, SLC-40   | Nilesat-301                                             | ГПО            | NileSat                                      | Успех          | на платформу           |
| 157            | Успешный запуск геостационарного коммуникационного спутника египетского оператора Нилсат. Первая ступень совершила успешную посадку на морскую платформу JRTI, находившуюся в 678 км от места запуска в акватории Атлантического океана. Спутник массой 4100 кг, производства французской компании Thales Alenia Space, будет работать в орбитальной позиции 7° западной долготы, предоставляя услуги связи в Ku-диапазоне. |                |                         |                                                         |                |                                              |                |                        |
| 158            | 17 июня 2022, 16:08 | FT/Block 5     | КЦ Кеннеди, LC-39A      | Starlink 4-19                                           | НОО            | SpaceX                                       | Успех          | на платформу           |
| 158            | 17 июня 2022, 16:08 | B1060-13       | КЦ Кеннеди, LC-39A      | Starlink 4-19                                           | НОО            | SpaceX                                       | Успех          | на платформу           |
| 158            | Успешный запуск 53-x спутников связи Starlink версии 1.5 на орбиту с наклонением 53,2°. Первая ступень совершила успешную посадку на морскую платформу ASOG. |                |                         |                                                         |                |                                              |                |                        |
| 159            | 18 июня 2022, 14:19 | FT/Block 5     | База Ванденберг, SLC-4E | SARah-1                                                 | ССО            | Федеральная разведывательная служба Германии | Успех          | на землю               |
| 159            | 18 июня 2022, 14:19 | B1071-3        | База Ванденберг, SLC-4E | SARah-1                                                 | ССО            | Федеральная разведывательная служба Германии | Успех          | на землю               |
| 159            | Успешный запуск на солнечно-синхронную полярную орбиту германского спутника радиолокационной разведки. Спутник массой 2200 килограммов производства Airbus Defence and Space оснащен радаром с синтезированной апертурой. Это первый из трех космических аппаратов, введенных в эксплуатацию Бундесвером для замены давно действующей группировки SAR-Lupe. Первая ступень совершила успешную посадку на площадке Посадочной зоны 4. |                |                         |                                                         |                |                                              |                |                        |
| 160            | 19 июня 2022, 04:27 | FT/Block 5     | Мыс Канаверал, SLC-40   | Globalstar FM15                                         | НОО            | Глобалстар                                   | Успех          | на платформу           |
| 160            | 19 июня 2022, 04:27 | B1061-9        | Мыс Канаверал, SLC-40   | Globalstar FM15                                         | НОО            | Глобалстар                                   | Успех          | на платформу           |
| 160            | Успешный запуск низкоорбитального спутника связи сети Глобалстар второго поколения. Спутник массой 700 кг произведён компанией Thales Alenia Space на базе ELiTeBus-1000 и рассчитан на 15 лет эксплуатации. Первая ступень совершила успешную посадку на морскую платформу JRTI. Нетипичный вариант посадки первой ступени на морскую платформу при запуске такого малого веса спутника, а также использование необычного цилиндрического адаптера, породили слухи о том, что дополнительная секретная полезная нагрузка правительства США также находилась на борту ракеты. |                |                         |                                                         |                |                                              |                |                        |
| 161            | 29 июня 2022, 21:04 | FT/Block 5     | Мыс Канаверал, SLC-40   | SES-22                                                  | ГПО            | SES                                          | Успех          | на платформу           |
| 161            | 29 июня 2022, 21:04 | B1073-2        | Мыс Канаверал, SLC-40   | SES-22                                                  | ГПО            | SES                                          | Успех          | на платформу           |
| 161            | Успешный запуск геостационарного коммуникационного спутника связи компании SES. Спутник массой 3500 кг произведен Thales Alenia Space на базе платформы Spacebus-4000B2 и предназначен для предоставления услуг цифрового вещания в C-диапазоне над Северной Америкой. Первая ступень совершила успешную посадку на морскую платформу ASOG. |                |                         |                                                         |                |                                              |                |                        |
| 162            | 7 июля 2022, 13:11 | FT/Block 5     | Мыс Канаверал, SLC-40   | Starlink 4-21                                           | НОО            | SpaceX                                       | Успех          | на платформу           |
| 162            | 7 июля 2022, 13:11 | B1058-13       | Мыс Канаверал, SLC-40   | Starlink 4-21                                           | НОО            | SpaceX                                       | Успех          | на платформу           |
| 162            | Успешный запуск 53-х спутников связи Starlink версии 1.5 на орбиту с наклонением 53,2°. Первая ступень совершила успешную посадку на морскую платформу JRTI , находившуюся в 664 км от места запуска в акватории Атлантического океана. |                |                         |                                                         |                |                                              |                |                        |
| 163            | 11 июля 2022, 01:39 | FT/Block 5     | База Ванденберг, SLC-4E | Starlink 3-1                                            | НОО            | SpaceX                                       | Успех          | на платформу           |
| 163            | 11 июля 2022, 01:39 | B1063-6        | База Ванденберг, SLC-4E | Starlink 3-1                                            | НОО            | SpaceX                                       | Успех          | на платформу           |
| 163            | Успешный запуск 46-и спутников связи Starlink версии 1.5 на орбиту с наклонением 97,6°. Первая ступень совершила успешную посадку на морскую платформу OCISLY, находившуюся в 643 км от места запуска в акватории Тихого океана. |                |                         |                                                         |                |                                              |                |                        |
| 164            | 15 июля 2022, 00:44 | FT/Block 5     | КЦ Кеннеди, LC-39A      | SpaceX CRS-25 (корабль Dragon 2)                        | НОО            | NASA                                         | Успех          | на платформу           |
| 164            | 15 июля 2022, 00:44 | B1067-5        | КЦ Кеннеди, LC-39A      | SpaceX CRS-25 (корабль Dragon 2)                        | НОО            | NASA                                         | Успех          | на платформу           |
| 164            | Успешный запуск грузового корабля Dragon 2 к МКС. Это пятая миссия пополнения запасов МКС по контракту CRS-2, заключённому SpaceX с NASA в январе 2016 года. Новый контракт, заключённый до 2026 года, предусматривает для SpaceX ещё 6 грузовых мисий. Для корабля Cargo Dragon С208 это был 3-й полёт. Запуск миссии планировался 7 июня, но неоднократно откладывался из-за обнаруженной утечки монометилгидразина в двигательном отсеке. После многократных проверок источник утечки был обнаружен во впускном патрубке упорного клапана двигателя Draco, который вместе с другими вышедшими из строя из-за паров топлива компонентами был заменён. Также, были заменены основные парашюты. Корабль успешно выведен на заданную орбиту. Первая ступень совершила посадку на морскую платформу ASOG. |                |                         |                                                         |                |                                              |                |                        |
| 165            | 17 июля 2022, 14:20 | FT/Block 5     | Мыс Канаверал, SLC-40   | Starlink 4-22                                           | НОО            | SpaceX                                       | Успех          | на платформу           |
| 165            | 17 июля 2022, 14:20 | B1051-13       | Мыс Канаверал, SLC-40   | Starlink 4-22                                           | НОО            | SpaceX                                       | Успех          | на платформу           |
| 165            | Успешный запуск 53-х спутников связи Starlink версии 1.5 на орбиту с наклонением 53,2°. Первая ступень совершила посадку на морскую платформу JRTI, находившуюся в 650 км от места запуска в акватории Атлантического океана. |                |                         |                                                         |                |                                              |                |                        |
| 166            | 22 июля 2022, 17:39 | FT/Block 5     | База Ванденберг, SLC-4E | Starlink 3-2                                            | НОО            | SpaceX                                       | Успех          | на платформу           |
| 166            | 22 июля 2022, 17:39 | B1071-4        | База Ванденберг, SLC-4E | Starlink 3-2                                            | НОО            | SpaceX                                       | Успех          | на платформу           |
| 166            | Успешный запуск 46 спутников связи Starlink версии 1.5 на орбиту с наклонением 97,6°. Первая ступень совершила успешную посадку на морскую платформу OCISLY, находившуюся в акватории Тихого океана. |                |                         |                                                         |                |                                              |                |                        |
| 167            | 24 июля 2022, 13:38 | FT/Block 5     | КЦ Кеннеди, LC-39A      | Starlink 4-25                                           | НОО            | SpaceX                                       | Успех          | на платформу           |
| 167            | 24 июля 2022, 13:38 | B1062-8        | КЦ Кеннеди, LC-39A      | Starlink 4-25                                           | НОО            | SpaceX                                       | Успех          | на платформу           |
| 167            | Успешный запуск 53-х спутников связи Starlink версии 1.5 на орбиту с наклонением 53,2°. Первая ступень совершила посадку на морскую платформу ASOG, находившуюся в 650 км от места старта в акватории Атлантического океана. |                |                         |                                                         |                |                                              |                |                        |
| 168            | 4 августа 2022, 23:08 | FT/Block 5     | Мыс Канаверал, SLC-40   | KPLO                                                    | к Луне         | KARI                                         | Успех          | на платформу           |
| 168            | 4 августа 2022, 23:08 | B1052-6        | Мыс Канаверал, SLC-40   | KPLO                                                    | к Луне         | KARI                                         | Успех          | на платформу           |
| 168            | Успешный запуск южно-корейского 678-и килограммового лунного орбитального аппарата KPLO. Первая ступень совершила успешную посадку на морскую платформу JRTI. Аппарат успешно выведен на переходную баллистическую траекторию перелёта к Луне. |                |                         |                                                         |                |                                              |                |                        |
| 169            | 10 августа 2022, 02:14 | FT/Block 5     | КЦ Кеннеди, LC-39A      | Starlink 4-26                                           | НОО            | SpaceX                                       | Успех          | на платформу           |
| 169            | 10 августа 2022, 02:14 | B1073-3        | КЦ Кеннеди, LC-39A      | Starlink 4-26                                           | НОО            | SpaceX                                       | Успех          | на платформу           |
| 169            | Успешный запуск 52-x спутников связи Starlink версии 1.5 на орбиту с наклонением 53,2°. Первая ступень совершила посадку на морскую платформу ASOG, находившуюся в 630 км от места старта в акватории Атлантического океана. |                |                         |                                                         |                |                                              |                |                        |
| 170            | 12 августа 2022, 21:40 | FT/Block 5     | База Ванденберг, SLC-4E | Starlink 3-3                                            | НОО            | SpaceX                                       | Успех          | на платформу           |
| 170            | 12 августа 2022, 21:40 | B1061-10       | База Ванденберг, SLC-4E | Starlink 3-3                                            | НОО            | SpaceX                                       | Успех          | на платформу           |
| 170            | Успешный запуск 46-и спутников связи Starlink версии 1.5 на орбиту с наклонением 97,6°. Первая ступень совершила успешную посадку на морскую платформу OCISLY, находившуюся в акватории Тихого океана. |                |                         |                                                         |                |                                              |                |                        |
| 171            | 19 августа 2022, 19:21 | FT/Block 5     | Мыс Канаверал, SLC-40   | Starlink 4-27                                           | НОО            | SpaceX                                       | Успех          | на платформу           |
| 171            | 19 августа 2022, 19:21 | B1062-9        | Мыс Канаверал, SLC-40   | Starlink 4-27                                           | НОО            | SpaceX                                       | Успех          | на платформу           |
| 171            | Успешный запуск 53-х спутников связи Starlink версии 1.5 на орбиту с наклонением 53,2°. Первая ступень совершила посадку на морскую платформу ASOG, находившуюся в 656 км от места старта в акватории Атлантического океана |                |                         |                                                         |                |                                              |                |                        |
| 172            | 28 августа 2022, 03:41 | FT/Block 5     | Мыс Канаверал, SLC-40   | Starlink 4-23                                           | НОО            | SpaceX                                       | Успех          | на платформу           |
| 172            | 28 августа 2022, 03:41 | B1069-2        | Мыс Канаверал, SLC-40   | Starlink 4-23                                           | НОО            | SpaceX                                       | Успех          | на платформу           |
| 172            | Успешный запуск 54-х спутников связи Starlink версии 1.5 на орбиту с наклонением 53,2°. Первая ступень совершила посадку на морскую платформу ASOG. |                |                         |                                                         |                |                                              |                |                        |
| 173            | 31 августа 2022, 05:40 | FT/Block 5     | База Ванденберг, SLC-4E | Starlink 3-4                                            | НОО            | SpaceX                                       | Успех          | на платформу           |
| 173            | 31 августа 2022, 05:40 | B1063-7        | База Ванденберг, SLC-4E | Starlink 3-4                                            | НОО            | SpaceX                                       | Успех          | на платформу           |
| 173            | Успешный запуск 46-и спутников связи Starlink версии 1.5 на орбиту с наклонением 97,6°. Первая ступень совершила успешную посадку на морскую платформу OCISLY, находившуюся в 640 км от места старта в акватории Тихого океана. |                |                         |                                                         |                |                                              |                |                        |
| 174            | 5 сентября 2022, 02:09 | FT/Block 5     | Мыс Канаверал, SLC-40   | Starlink 4-20 и Sherpa-LTC2                             | НОО            | SpaceX                                       | Успех          | на платформу           |
| 174            | 5 сентября 2022, 02:09 | B1052-7        | Мыс Канаверал, SLC-40   | Starlink 4-20 и Sherpa-LTC2                             | НОО            | SpaceX                                       | Успех          | на платформу           |
| 174            | Успешный запуск 51-го спутников связи Starlink версии 1.5 на орбиту с наклонением 53,2°. В рамках этой миссии также запущен разгонный блок Sherpa-LTC2 компании Spaceflight Industries, который после отделения на высоте 310 км с помощью собственных двигателей доставит на 1000-километровую низкую околоземную орбиту полезную нагрузку, спроектированную компанией Astro Digital в рамках демонстрационной миссии Boeing Varuna-TDM. Первая ступень совершила успешную посадку на морскую платформу JRTI, находившуюся в Атлантическом океане. |                |                         |                                                         |                |                                              |                |                        |
| 175            | 11 сентября 2022, 1:10 | FT/Block 5     | КЦ Кеннеди, LC-39A      | Starlink 4-2 и BlueWalker 3                             | НОО            | SpaceX                                       | Успех          | на платформу           |
| 175            | 11 сентября 2022, 1:10 | B1058-14       | КЦ Кеннеди, LC-39A      | Starlink 4-2 и BlueWalker 3                             | НОО            | SpaceX                                       | Успех          | на платформу           |
| 175            | Запуск 34-х спутников связи Starlink версии 1.5 на орбиту с наклонением 53,2°. Также в рамках этой миссии на круговую орбиту высотой примерно 513 км был запущен коммуникационный спутник «BlueWalker 3» массой 1500 кг производства компании AST Space Mobile. В будущем компания планирует развернуть на орбите группировку из 243 таких космических аппаратов способных передавать данные напрямую на мобильные телефоны. Первая ступень совершила успешную посадку на морскую платформу ASOG. |                |                         |                                                         |                |                                              |                |                        |
| 176            | 19 сентября 2022, 00:18 | FT/Block 5     | Мыс Канаверал, SLC-40   | Starlink 4-34                                           | НОО            | SpaceX                                       | Успех          | на платформу           |
| 176            | 19 сентября 2022, 00:18 | B1067-6        | Мыс Канаверал, SLC-40   | Starlink 4-34                                           | НОО            | SpaceX                                       | Успех          | на платформу           |
| 176            | Успешный запуск 54-х спутников связи Starlink версии 1.5 на орбиту с наклонением 53,2°. Первая ступень совершила посадку на морскую платформу JRTI, находившуюся в акватории Атлантического океана. |                |                         |                                                         |                |                                              |                |                        |
| 177            | 24 сентября 2022, 23:32 | FT/Block 5     | Мыс Канаверал, SLC-40   | Starlink 4-35                                           | НОО            | SpaceX                                       | Успех          | на платформу           |
| 177            | 24 сентября 2022, 23:32 | B1073-4        | Мыс Канаверал, SLC-40   | Starlink 4-35                                           | НОО            | SpaceX                                       | Успех          | на платформу           |
| 177            | Успешный запуск 52-х спутников связи Starlink версии 1.5 на орбиту с наклонением 53,2°. Первая ступень совершила посадку на морскую платформу ASOG, находившуюся в 645 км от места старта в акватории Атлантического океана. |                |                         |                                                         |                |                                              |                |                        |
| 178            | 5 октября 2022, 16:00 | FT/Block 5     | КЦ Кеннеди, LC-39A      | SpaceX Crew-5 (корабль Crew Dragon)                     | НОО            | NASA                                         | Успех          | на платформу           |
| 178            | 5 октября 2022, 16:00 | B1077          | КЦ Кеннеди, LC-39A      | SpaceX Crew-5 (корабль Crew Dragon)                     | НОО            | NASA                                         | Успех          | на платформу           |
| 178            | Успешный запуск пилотируемого космического корабля Crew Dragon Endurance к Международной космической станции с четырьмя астронавтами на борту. Первая ступень совершила успешную посадку на морскую платформу JRTI в Атлантическом океане. |                |                         |                                                         |                |                                              |                |                        |
| 179            | 5 октября 2022, 23:10 | FT/Block 5     | База Ванденберг, SLC-4E | Starlink 4-29                                           | НОО            | SpaceX                                       | Успех          | на платформу           |
| 179            | 5 октября 2022, 23:10 | B1071-5        | База Ванденберг, SLC-4E | Starlink 4-29                                           | НОО            | SpaceX                                       | Успех          | на платформу           |
| 179            | Успешный запуск 52-х спутников связи Starlink версии 1.5 на орбиту с наклонением 53,2°. Первая ступень совершила посадку на морскую платформу OCISLY, находившуюся в 653 км от места старта в акватории Тихого океана. |                |                         |                                                         |                |                                              |                |                        |
| 180            | 7 октября 2022, 23:06 | FT/Block 5     | Мыс Канаверал, SLC-40   | Galaxy 33 & 34                                          | ГПО            | Intelsat                                     | Успех          | на платформу           |
| 180            | 7 октября 2022, 23:06 | B1060-14       | Мыс Канаверал, SLC-40   | Galaxy 33 & 34                                          | ГПО            | Intelsat                                     | Успех          | на платформу           |
| 180            | Успешный запуск двух геостационарных спутников связи C-диапазона производства компании Northrop Grumman для спутникового оператора Intelsat. Первая ступень совершила посадку на морскую платформу ASOG, находившуюся в 643 км от места старта в акватории Атлантического океана. Это была 145-я успешная посадка первой ступени Falcon 9. |                |                         |                                                         |                |                                              |                |                        |
| 181            | 15 октября 2022, 5:22 | FT/Block 5     | Мыс Канаверал, SLC-40   | Hotbird 13F                                             | ГПО            | Eutelsat                                     | Успех          | на платформу           |
| 181            | 15 октября 2022, 5:22 | B1069-3        | Мыс Канаверал, SLC-40   | Hotbird 13F                                             | ГПО            | Eutelsat                                     | Успех          | на платформу           |
| 181            | Успешный запуск геостационарного спутника связи производства компании Airbus Defence and Space. Масса спутника — 4500 кг. Первая ступень совершила посадку на морскую платформу JRTI, находившуюся в 663 км от места старта в акватории Атлантического океана. |                |                         |                                                         |                |                                              |                |                        |
| 182            | 20 октября 2022, 14:50 | FT/Block 5     | Мыс Канаверал, SLC-40   | Starlink 4-36                                           | НОО            | SpaceX                                       | Успех          | на платформу           |
| 182            | 20 октября 2022, 14:50 | B1062-10       | Мыс Канаверал, SLC-40   | Starlink 4-36                                           | НОО            | SpaceX                                       | Успех          | на платформу           |
| 182            | Успешный запуск 54-х спутников связи Starlink версии 1.5 на орбиту с наклонением 53,2°. Первая ступень совершила посадку на морскую платформу ASOG, находившуюся в 650 км от места старта в акватории Атлантического океана. |                |                         |                                                         |                |                                              |                |                        |
| 183            | 28 октября 2022, 01:14 | FT/Block 5     | База Ванденберг, SLC-4E | Starlink 4-31                                           | НОО            | SpaceX                                       | Успех          | на платформу           |
| 183            | 28 октября 2022, 01:14 | B1063-8        | База Ванденберг, SLC-4E | Starlink 4-31                                           | НОО            | SpaceX                                       | Успех          | на платформу           |
| 183            | Успешный запуск 53-х спутников связи Starlink версии 1.5 на орбиту с наклонением 53,2°. Первая ступень совершила успешную посадку на морскую платформу OCISLY, находившуюся в 672 км от места запуска в акватории Тихого океана. |                |                         |                                                         |                |                                              |                |                        |
| 184            | 3 ноября 2022, 05:22 | FT/Block 5     | Мыс Канаверал, SLC-40   | Hotbird 13G                                             | ГПО            | Eutelsat                                     | Успех          | на платформу           |
| 184            | 3 ноября 2022, 05:22 | B1067-7        | Мыс Канаверал, SLC-40   | Hotbird 13G                                             | ГПО            | Eutelsat                                     | Успех          | на платформу           |
| 184            | Успешный запуск второго геостационарного спутника связи производства компании Airbus Defence and Space. Спутник массой 4500 кг оборудован транспондерами 80-Ku и L диапазонов для европейской геостационарной службы навигационного покрытия EGNOS. Первая ступень совершила посадку на морскую платформу JRTI, находившуюся в 670 км от места старта в акватории Атлантического океана. |                |                         |                                                         |                |                                              |                |                        |
| 185            | 12 ноября 2022, 16:06 | FT/Block 5     | Мыс Канаверал, SLC-40   | Galaxy 31 & 32                                          | ГПО            | Intelsat                                     | Успех          | не проводилась         |
| 185            | 12 ноября 2022, 16:06 | B1051-14       | Мыс Канаверал, SLC-40   | Galaxy 31 & 32                                          | ГПО            | Intelsat                                     | Успех          | не проводилась         |
| 185            | Успешный запуск двух геостационарных спутников связи производства Maxar Technologies для спутникового оператора Intelsat. Это вторая пара из четырёх спутников, предназначенных для очистки спектра C-диапазона 300—400 МГц над США в соответствии с планом Федеральной комиссии по связи США по развертыванию услуг 5G. Достигнув геостационарной орбиты, Galaxy-31 будет расположен на 121° з. д., заменив Galaxy-23, а Galaxy-32 на 91° з. д., заменив Galaxy-17. Посадка первой ступени не планировалась. |                |                         |                                                         |                |                                              |                |                        |
| 186            | 23 ноября 2022, 02:57 | FT/Block 5     | Мыс Канаверал, SLC-40   | Eutelsat 10B                                            | ГПО            | Eutelsat                                     | Успех          | не проводилась         |
| 186            | 23 ноября 2022, 02:57 | B1049-11       | Мыс Канаверал, SLC-40   | Eutelsat 10B                                            | ГПО            | Eutelsat                                     | Успех          | не проводилась         |
| 186            | Успешный запуск геостационарного спутника связи производства Thales Alenia Space для спутникового оператора Eutelsat. Масса спутника, простроенного на базе платформы Spacebus Neo-200, оценивается примерно в 4500 кг. Достигнув геостационарной орбиты, Eutelsat 10B будет расположен на 10° в. д., заменив Eutelsat 10A. Посадка первой ступени не проводилась. |                |                         |                                                         |                |                                              |                |                        |
| 187            | 26 ноября 2022, 19:20 | FT/Block 5     | КЦ Кеннеди, LC-39A      | SpaceX CRS-26 (корабль Dragon 2)                        | НОО            | NASA                                         | Успех          | на платформу           |
| 187            | 26 ноября 2022, 19:20 | B1076          | КЦ Кеннеди, LC-39A      | SpaceX CRS-26 (корабль Dragon 2)                        | НОО            | NASA                                         | Успех          | на платформу           |
| 187            | Успешный запуск грузового беспилотного космического корабля Dragon 2 C211. Использовавшаяся впервые 1-я ступень В1076 совершила посадку на морскую платформу JRTI, находившуюся в акватории Атлантического океана. В рамках 26-й миссии коммерческой программы снабжения МКС, корабль пополнил запасы экипажа 68-й экспедиции и доставил внутри негерметичного отсека вторую пару солнечных батарей iROSA. Также корабль доставил четыре кубсата, которые будут запущены с борта МКС. Общая масса полезной назрузки — 3528 кг. |                |                         |                                                         |                |                                              |                |                        |
| 188            | 8 декабря 2022, 22:27 | FT/Block 5     | КЦ Кеннеди, LC-39A      | OneWeb 15                                               | НОО            | OneWeb                                       | Успех          | на землю               |
| 188            | 8 декабря 2022, 22:27 | B1069-4        | КЦ Кеннеди, LC-39A      | OneWeb 15                                               | НОО            | OneWeb                                       | Успех          | на землю               |
| 188            | Успешный запуск на полярную низкую околоземную орбиту 40-ка спутников связи группировки OneWeb производства Airbus Defence and Space. Первая ступень совершила мягкую посадку на мысе Канаверал, в посадочной зоне LZ-1. |                |                         |                                                         |                |                                              |                |                        |
| 189            | 11 декабря 2022, 07:38 | FT/Block 5     | Мыс Канаверал, SLC-40   | Hakuto-R Mission 1                                      | к Луне         | ispace, NASA, JAXA, MBRSC                    | Успех          | на землю               |
| 189            | 11 декабря 2022, 07:38 | B1073-5        | Мыс Канаверал, SLC-40   | Hakuto-R Mission 1                                      | к Луне         | ispace, NASA, JAXA, MBRSC                    | Успех          | на землю               |
| 189            | Успешный запуск лунного посадочного модуля производства ArianeGroup для частной японской компании ispace, для высадки 10-килограммового лунохода «Рашид», разработанного Космическим центром Мухаммеда бин Рашида, ОАЭ. Аппарат общей массой в 1 тонну успешно выведен на переходную баллистическую траекторию перелёта к Луне. Вместе с ним на лунную орбиту летит кубсат Lunar Flashlight, разработанный Лабораторией реактивного движения НАСА, который будет использоваться для картирования водяного льда в постоянно затененных областях южного полюса Луны. Ожидается, что посадка произойдет в кратере Атлас, расположенном на юго-восточном краю Моря Холода, в апреле 2023 года. |                |                         |                                                         |                |                                              |                |                        |
| 190            | 16 декабря 2022, 11:46 | FT/Block 5     | База Ванденберг, SLC-4E | SWOT                                                    | НОО            | NASA, CNES, CSA, UKSA                        | Успех          | на землю               |
| 190            | 16 декабря 2022, 11:46 | B1071-6        | База Ванденберг, SLC-4E | SWOT                                                    | НОО            | NASA, CNES, CSA, UKSA                        | Успех          | на землю               |
| 190            | Успешный запуск спутника дистанционного зондирования для глобального исследования поверхностных вод Земли и измерения уровня мирового океана. Falcon 9 вывела спутник весом 2200 кг на почти круговую низкую околоземную орбиту высотой 857 км с наклонением 77,6°. Первая ступень совершила успешную посадку на площадке Посадочной зоны 4. Спутник, созданный Thales Alenia Space для НАСА и французского космического агентства, будет охватывать всю поверхность Земли между 78 градусами южной широты и 78 градусами северной широты не реже одного раза в 21 день, отправляя обратно около одного терабайта необработанных данных в день. Научным сердцем аппарата является инновационный радиовысотомер, разработанный Лабораторией реактивного движения НАСА, называемый радиолокационным интерферометром Ka-диапазона (KaRIn). Прибор производит измерения в Ka-диапазоне (35,75 ГГц) с помощью двух антенн радара с синтезированной апертурой (SAR) на противоположных концах 10-метровой штанги, что позволяет измерять высоту воды в океане, «видя» такие особенности, как течения и водовороты, которые имеют диаметр менее 20 километров.                                                                           |                |                         |                                                         |                |                                              |                |                        |
| 191            | 16 декабря 2022, 22:48 | FT/Block 5     | Мыс Канаверал, SLC-40   | O3b mPower 1 & 2                                        | СОО            | SES                                          | Успех          | на платформу           |
| 191            | 16 декабря 2022, 22:48 | B1067-8        | Мыс Канаверал, SLC-40   | O3b mPower 1 & 2                                        | СОО            | SES                                          | Успех          | на платформу           |
| 191            | Успешный запуск первой пары спутников связи второго поколения спутниковой группировки O3b, разработанных компанией Boeing Defense, Space & Security для SES на базе платформы BSS-702X. Спутники оснащены фазированными антенными решетками, которые могут обеспечивать до 5000 точечных лучей цифровой передачи данный с пропускной способностью несколько гигабит в секунду и задержкой приёма-передачи менее 150 миллисекунд. Первая ступень совершила успешную посадку на морскую платформу ASOG, находившуюся в 672 км от места старта в акватории Атлантического океана. Вторая ступень вывела полезную нагрузку общим весом 4100 кг на переходную среднюю околоземную орбиту высотой 7825 км с наклонением 70°. Используя бортовую полностью электрическую силовую установку, спутникам потребуется около 155 дней, чтобы присоединиться к другим спутникам O3b на орбите для удовлетворения растущего спроса транкинговых услуг, а также услуг сотовой связи через вышки 3G и WiMAX в труднодоступных местах между 50 градусами северной и южной широты для гражданских и военных правительственных заказчиков, операторов мобильной связи, энергетических компаний, круизов мирового класса и предприятий по всему миру. |                |                         |                                                         |                |                                              |                |                        |
| 192            | 17 декабря 2022, 21:32 | FT/Block 5     | КЦ Кеннеди, LC-39A      | Starlink 4-37                                           | НОО            | SpaceX                                       | Успех          | на платформу           |
| 192            | 17 декабря 2022, 21:32 | B1058-15       | КЦ Кеннеди, LC-39A      | Starlink 4-37                                           | НОО            | SpaceX                                       | Успех          | на платформу           |
| 192            | Успешный запуск 54-х спутников связи Starlink версии 1.5 на орбиту с наклонением 53,2°. Первая ступень совершила успешную посадку на морскую платформу JRTI, находившуюся в 652 км от места старта в акватории Атлантического океана. |                |                         |                                                         |                |                                              |                |                        |
| 193            | 28 декабря 2022, 09:34 | FT/Block 5     | Мыс Канаверал, SLC-40   | Starlink 5-1                                            | НОО            | SpaceX                                       | Успех          | на платформу           |
| 193            | 28 декабря 2022, 09:34 | B1062-11       | Мыс Канаверал, SLC-40   | Starlink 5-1                                            | НОО            | SpaceX                                       | Успех          | на платформу           |
| 193            | Успешный запуск 54-х спутников Starlink версии 1.5 на начальную орбиту 212 × 338 км наклонением 43°. Первая ступень совершила успешную посадку на морскую платформу ASOG, находившуюся в 660 км от места старта в акватории Атлантического океана. Это был первый запуск спутников созвездия Starlink второго поколения (Gen 2). В начале декабря 2022 года SpaceX получила лицензию, которая разрешала развертывание только 7500 спутников Starlink Gen 2 в орбитальных оболочках с наклонением 53, 43 и 33 градуса на высотах 525, 530 и 535 км соответственно. |                |                         |                                                         |                |                                              |                |                        |
| 194            | 29 декабря 2022, 07:38 | FT/Block 5     | База Ванденберг, SLC-4E | EROS-C3                                                 | НОО            | ImageSat International                       | Успех          | на землю               |
| 194            | 29 декабря 2022, 07:38 | B1061-11       | База Ванденберг, SLC-4E | EROS-C3                                                 | НОО            | ImageSat International                       | Успех          | на землю               |
| 194            | Успешный запуск спутника дистанционного зондирования поверхности Земли для израильской компании ImageSat International в настоящее время сотрудничающей с компанией «E-Geos», принадлежащей итальянскому космическому агентству и Telespazio. Спутник серии EROS массой 400 кг разработан венно-промышленным концерном Israeli Aerospace Industries на основе платформы OPTSAT-3000 и способен вести съёмку в различных спектральных диапазонах полосы в 11,5 км с разрешением изображения 30 см. Аппарат выведен на ретроградную низкую околоземную орбиту с наклоением 140°. Первая ступень совершила посадку на площадке LZ-4 Базы Ванденберг. |                |                         |                                                         |                |                                              |                |                        |
| №              | Дата и время (UTC) | Версия         | Стартовая площадка      | Полезная нагрузка                                       | Орбита         | Заказчик                                     | Результат      | Посадка первой ступени |
| №              | Дата и время (UTC) | Ступень        | Стартовая площадка      | Полезная нагрузка                                       | Орбита         | Заказчик                                     | Результат      | Посадка первой ступени |